# Lista de campos de cabeçalho HTTP
Campos de cabeçalho HTTP são componentes da seção de cabeçalho das mensagens de requisição e resposta no Protocolo de Transferência de Hipertexto (HTTP). Eles definem os parâmetros de operação de uma transação HTTP.

## Formato geral
Os campos de cabeçalho são transmitidos depois da linha de requisição ou resposta, a qual é a primeira linha de uma mensagem. Campos de cabeçalho são pares de nome-valor separados por dois pontos em formato de cadeia de caracteres de texto simples, terminados por uma sequência de caracteres de  retorno de carro (carriage return - CR) e de avanço de linha (line feed - LF). O final da secção de cabeçalho é indicado por um campo vazio, resultando na transmissão de dois pares CR-LF consecutivos. Historicamente, linhas longas podem ser dobradas em várias linhas. Linhas de continuação são indicadas pela presença de um espaço (space - SP) ou uma tabulação horizontal (horizontal tab - HT) com o primeiro caractere na linha seguinte. Esta quebra hoje é considerada obsoleta.

## Nomes de campos
Um conjunto principal de campos é padronizado pela Internet Engineering Task Force (IETF) no [RFC 7231]. Um registo oficial destes domínios, bem como os de especificações suplementares é mantido pela IANA. Nomes de campos adicionais e os valores admissíveis podem ser definidos por cada aplicação.
O registro permanente de campos de cabeçalho e o repositório de registos provisórios são mantidos pela IANA.
Campos de cabeçalho não padrões foram convencionalmente marcados pela prefixação do nome do campo com X-. No entanto, esta convenção tornou-se obsoleta em junho de 2012, devido aos inconvenientes que causou quando os campos não padrões tornaram-se padrões.
A restrição anterior sobre a utilização de Downgraded- também já foi levantada.

## Valores de campos
Alguns campos podem conter comentários (ou seja, nos campos User-Agent, Server, Via), que podem ser ignorados pelo software.
Muitos valores de campo podem conter um par chave-valor qualidade (q), especificando um peso para usar na negociação de conteúdo.

## Limites de tamanho
A norma não impõe limites ao tamanho de cada nome de campo de cabeçalho ou valor, ou para o número de campos. No entanto, a maioria dos servidores, clientes e softwares de proxy impõem alguns limites por razões práticas e de segurança. Por exemplo, o servidor Apache 2.3, por padrão, limita o tamanho de cada campo para 8190 bytes, e pode existir no máximo 100 campos de cabeçalho em uma única solicitação.

## Campos de resposta
| Nome do campo               | Descrição | Exemplo | Estado |
| --------------------------- | --- | --- | --- |
| Access-Control-Allow-Origin | Especifica quais sites podem participar de compartilhamento de recursos de origem cruzada | Access-Control-Allow-Origin: *                                                                                                  | Provisório                                                                                                  |
| Accept-Ranges               | Quais tipos de arranjo de conteúdo parcial este servidor suporta | Accept-Ranges: bytes | Permanente                                                                                                  |
| Age                         | A idade que o objeto possui em um cache de proxy em segundos | Age: 12 | Permanente                                                                                                  |
| Allow                       | Ações válidas para um recurso especificado. Para ser utilizado por um 405 Método não permitido | Allow: GET, HEAD | Permanente                                                                                                  |
| Cache-Control               | Diz todos os mecanismos de cache do servidor para o cliente se eles podem armazenar em cache esse objeto. É medido em segundos | Cache-Control: max-age=3600 | Permanente                                                                                                  |
| Connection                  | Opções desejadas para a conexão. | Connection: close | Permanente                                                                                                  |
| Content-Encoding            | O tipo de codificação usada nos dados. HTTP compression. | Content-Encoding: gzip | Permanente                                                                                                  |
| Content-Language            | A linguagem em que o conteúdo está | Content-Language: da | Permanente                                                                                                  |
| Content-Length              | O comprimento do corpo da resposta em octetos (8-bit bytes) | Content-Length: 348 | Permanente                                                                                                  |
| Content-Location            | Um local alternativo para os dados retornados | Content-Location: /index.htm | Permanente                                                                                                  |
| Content-MD5                 | A Base64-encoded binary MD5 sum of the content of the response | Content-MD5: Q2hlY2sgSW50ZWdyaXR5IQ==                                                                                           | Permanente                                                                                                  |
| Content-Disposition         | An opportunity to raise a "File Download" dialogue box for a known MIME type with binary format or suggest a filename for dynamic content. Quotes are necessary with special characters. | Content-Disposition: attachment; filename="fname.ext"                                                                           | Permanente                                                                                                  |
| Content-Range               | Where in a full body message this partial message belongs | Content-Range: bytes 21010-47021/47022                                                                                          | Permanente                                                                                                  |
| Content-Type                | O tipo MIME deste conteúdo | Content-Type: text/html; charset=utf-8                                                                                          | Permanente                                                                                                  |
| Date                        | A data e horário de envio da mensagem (no formato "HTTP-date" como definido pelo RFC 7231) | Date: Tue, 15 Nov 1994 08:12:31 GMT                                                                                             | Permanente                                                                                                  |
| ETag                        | An identifier for a specific version of a resource, often a message digest | ETag: "737060cd8c284d8af7ad3082f209582d"                                                                                        | Permanente                                                                                                  |
| Expires                     | Gives the date/time after which the response is considered stale | Expires: Thu, 01 Dec 1994 16:00:00 GMT                                                                                          | Permanente: padrão                                                                                          |
| Last-Modified               | The last modified date for the requested object (in "HTTP-date" format as defined by RFC 7231) | Last-Modified: Tue, 15 Nov 1994 12:45:26 GMT                                                                                    | Permanente                                                                                                  |
| Link                        | Used to express a typed relationship with another resource, where the relation type is defined by RFC 5988 | Link: </feed>; rel="alternate"                                                                                                  | Permanente                                                                                                  |
| Location                    | Used in redirection, or when a new resource has been created. | Localização: http://www.w3.org/pub/WWW/People.html                                                                              | Permanente                                                                                                  |
| P3P                         | This field is supposed to set P3P policy, in the form of P3P:CP="your_compact_policy". However, P3P did not take off, most browsers have never fully implemented it, a lot of websites set this field with fake policy text, that was enough to fool browsers the existence of P3P policy and grant permissions for third party cookies. | P3P: CP="This is not a P3P policy! See http://www.google.com/support/accounts/bin/answer.py?hl=en&answer=151657 for more info." | Permanente                                                                                                  |
| Pragma                      | Implementation-specific fields that may have various effects anywhere along the request-response chain. | Pragma: no-cache | Permanente                                                                                                  |
| Proxy-Authenticate          | Request authentication to access the proxy. | Proxy-Authenticate: Basic | Permanente                                                                                                  |
| Refresh                     | Used in redirection, or when a new resource has been created. This refresh redirects after 5 seconds. | Refresh: 5; url=http://www.w3.org/pub/WWW/People.html                                                                           | Proprietary and non-standard: a header extension introduced by Netscape and supported by most web browsers. |
| Retry-After                 | If an entity is temporarily unavailable, this instructs the client to try again later. Value could be a specified period of time (in seconds) or a HTTP-date. | - Example 1: Retry-After: 120 - Example 2: Retry-After: Fri, 07 Nov 2014 23:59:59 GMT                                           | Permanente                                                                                                  |
| Server                      | A name for the server | Server: Apache/2.4.1 (Unix) | Permanente                                                                                                  |
| Set-Cookie                  | An HTTP cookie | Set-Cookie: UserID=JohnDoe; Max-Age=3600; Version=1                                                                             | Permanente: standard                                                                                        |
| Status                      | CGI header field specifying the status of the HTTP response. Normal HTTP responses use a separate "Status-Line" instead, defined by RFC 7230. | Status: 200 OK | Not listed as a registered field name                                                                       |
| Strict-Transport-Security   | A HSTS Policy informing the HTTP client how long to cache the HTTPS only policy and whether this applies to subdomains. | Strict-Transport-Security: max-age=16070400; includeSubDomains                                                                  | Permanente: padrão                                                                                          |
| Trailer                     | The Trailer general field value indicates that the given set of header fields is present in the trailer of a message encoded with chunked transfer coding. | Trailer: Max-Forwards | Permanente                                                                                                  |
| Transfer-Encoding           | The form of encoding used to safely transfer the entity to the user. Currently defined methods are: chunked, compress, deflate, gzip, identity. | Transfer-Encoding: chunked | Permanente                                                                                                  |
| Upgrade                     | Ask the client to upgrade to another protocol. | Upgrade: HTTP/2.0, SHTTP/1.3, IRC/6.9, RTA/x11                                                                                  | Permanente                                                                                                  |
| Vary                        | Tells downstream proxies how to match future request headers to decide whether the cached response can be used rather than requesting a fresh one from the origin server. | Vary: * | Permanente                                                                                                  |
| Via                         | Informs the client of proxies through which the response was sent. | Via: 1.0 fred, 1.1 example.com (Apache/1.1)                                                                                     | Permanente                                                                                                  |
| Warning                     | A general warning about possible problems with the entity body. | Warning: 199 Miscellaneous warning                                                                                              | Permanente                                                                                                  |
| WWW-Authenticate            | Indicates the authentication scheme that should be used to access the requested entity. | WWW-Authenticate: Basic | Permanente                                                                                                  |
| X-Frame-Options             | Clickjacking protection: deny - no rendering within a frame, sameorigin - no rendering if origin mismatch, allow-from - allow from specified location, allowall - non-standard, allow from any location | X-Frame-Options: deny | Obsolete |

### Campos de resposta não padrões comuns
| Field name                                                       | Description | Example                                                                                      |
| ---------------------------------------------------------------- | --- | -------------------------------------------------------------------------------------------- |
| Public-Key-Pins                                                  | Man-in-the-middle attack mitigation, announces hash of website's authentic TLS certificate | Public-Key-Pins: max-age=2592000; pin-sha256="E9CZ9INDbd+2eRQozYqqbQ2yXLVKB9+xcprMF+44U1g="; |
| X-XSS-Protection                                                 | Cross-site scripting (XSS) filter | X-XSS-Protection: 1; mode=block                                                              |
| Content-Security-Policy, X-Content-Security-Policy, X-WebKit-CSP | Content Security Policy definition. | X-WebKit-CSP: default-src 'self'                                                             |
| X-Content-Type-Options                                           | The only defined value, "nosniff", prevents Internet Explorer from MIME-sniffing a response away from the declared content-type. This also applies to Google Chrome, when downloading extensions. | X-Content-Type-Options: nosniff                                                              |
| X-Powered-By                                                     | specifies the technology (e.g. ASP.NET, PHP, JBoss) supporting the web application (version details are often in X-Runtime, X-Version, or X-AspNet-Version)                                       | X-Powered-By: PHP/5.4.0                                                                      |
| X-UA-Compatible                                                  | Recommends the preferred rendering engine (often a backward-compatibility mode) to use to display the content. Also used to activate Chrome Frame in Internet Explorer.                           | X-UA-Compatible: IE=EmulateIE7 X-UA-Compatible: IE=edge X-UA-Compatible: Chrome=1            |